# William Seymour (Politiker)
William Seymour (* 22. Februar 1775 in Waterbury, Colony of Connecticut; † 28. Dezember 1848 in Binghamton, New York) war ein US-amerikanischer Jurist und Politiker. Zwischen 1835 und 1837 vertrat er den Bundesstaat New York im US-Repräsentantenhaus.

## Werdegang
William Seymour wurde ungefähr zwei Monate vor dem Ausbruch des Amerikanischen Unabhängigkeitskrieges im New Haven County geboren. Um 1793 zog er nach Windsor im Broome County. Seymour besuchte öffentliche Schulen. Er studierte Jura. Nach dem Erhalt seiner Zulassung als Anwalt 1806 begann er in Binghamton zu praktizieren. Er kehrte 1807 nach Windsor zurück. Zwischen 1812 und 1828 war er als Friedensrichter tätig. Nach seiner Ernennung 1833 zum First Judge am Court of Common Pleas vom Broome County kehrte er nach Binghamton zurück. Er wurde 1834 einer der ersten Trustee der Village.
Politisch gehörte er der Jacksonian-Fraktion an. Bei den Kongresswahlen des Jahres 1834 für den 24. Kongress wurde Seymour im 20. Wahlbezirk von New York in das US-Repräsentantenhaus in Washington, D.C. gewählt, wo er am 4. März 1835 die Nachfolge von Noadiah Johnson antrat. Er schied nach dem 3. März 1837 aus dem Kongress.
Nach seiner Kongresszeit diente er bis 1847 als First Judge am Court of Common Pleas vom Broome County. Er nahm dann in Binghamton wieder seine Tätigkeit als Anwalt auf, wo er am 28. Dezember 1848 verstarb. Sein Leichnam wurde auf dem Binghamton Cemetery beigesetzt und später auf den Glenwood Cemetery umgebettet.